# Corpus Christi (Texas)
 For alternative betydninger, se Corpus Christi. (Se også artikler, som begynder med Corpus Christi)
Corpus Christi er en havneby ved Den Mexicanske Golf i det sydlige Texas i USA. Byen har 317.863(2020) indbyggere, heraf 60,7% af spansktalende afstamning. Fra byen er der godt 100 kilometer til den mexicanske grænse. Byens navn, Corpus Christi, oversat Kristi legeme, skyldes den første opdagelsesrejsende, som opdagede stedet på den katolske festdag Corpus Christi (Kristi legemsfest). Navnet har ifølge overleveringen hængt ved lige siden.
Byens to bedst kendte turistattraktioner er Texas State Aquarium, hvor man kan opleve fisk og andet maritimt dyreliv, som lever i eller omkring Den Mexicanske Golf, samt hangarskibet USS Lexington, som blev bygget under den anden verdenskrig og spillede en meget central rolle under flere af de afgørende slag mod den japanske flåde i Stillehavet.
Byen har et fugtigt subtropisk klima. Klimaet er en stærk kontrast til den nærliggende by Laredo, som har et tørt klima. Corpus Christi har lange, varme somre og meget korte og milde vintre. Floden Nueces River løber ud i den Mexicanske Golf ved Corpus Christi.

## Berømte bysbørn
- Farrah Fawcett – afdød skuespiller
- The Reverend Horton Heat – musiker
- Eva Longoria – skuespiller
- Nina Mercedez – pornoskuespiller
- Lou Diamond Phillips – film, tv og teaterskuespiller
- Selena – afdød singer-songwriter
- Bobby Julich – tidligere professionel cykelrytter
- Jeremy Jordan – film-, tv- og teaterskuespiller